# Norin
A Norin egy folyó Horvátországban, a Neretva jobb oldali mellékvize.

## Leírása
A Norin, helyi nevén Norilj a Metkovićhoz tartozó Prud határában egy forrástóban ered, majd átfolyik a Neretva torkolatvidékének mocsaras karsztmezején, végül Kula Norinska település közelében folyik a Neretva-folyóba. A folyó annyira gazdag vízben, hogy egész évben két-három tonnás hajókkal hajózható, és a Norin forrása látja el a Neretva-Pelješac-Korčula-Lastovo-Mljet regionális vízellátó rendszert vízzel.
A Norin név illír eredetű. Az ókorban átfolyt az ősi Naronán, mely várost róla nevezték el. Bár a római Narona eltűnt, a Norin név a mai napig fennmaradt. A legrégebbi Norint említő írásos dokumentum 1397-ből származik: „alo poreco de Norin” alakban.
Úgy tűnik, hogy az ősi időkben a Norin más mederben folyt. Régi medre ma is látható ott, ahol Narona falainak jelentős maradványai találhatók. A Norin régen valószínűleg Narona felett, a mai Metkovićhoz közelebb ömlött a Neretvába, és csak később került a jelenlegi medrébe, a Neretva egykori holtágába.
A folyó híres az angolnahalászatról, mely különösen ősszel népszerű, amikor az angolna a tengerhez úszik. Az itt lakóknak mindig volt saját csónakuk. Minden család aki a folyó mentén földet művelt vagy állatot tartott csónakja is volt. 
A Norin napjainkban számos kirándulási program és fotószafari kiindulópontja, amelyek során a folyó szépségét és értékeit mutatják be, gyönyörködnek vízének tisztaságában és a biológiai sokféleség pompájában, amelyet meg kell őrizni.
Prud falu közelében 1965 óta található egy különleges madárrezervátum, a madarak fészkelő és telelő területe.

## Fordítás
Ez a szócikk részben vagy egészben  a   Norin című horvát Wikipédia-szócikk ezen változatának fordításán alapul.  Az eredeti cikk szerkesztőit annak laptörténete sorolja fel. Ez a jelzés csupán a megfogalmazás eredetét és a szerzői jogokat jelzi, nem szolgál a cikkben szereplő információk forrásmegjelöléseként.